# Дубовское сельское поселение (Еврейская автономная область)
Дубовское се́льское поселе́ние — муниципальное образование в Биробиджанском районе Еврейской автономной области Российской Федерации.
Административный центр — село Дубовое.

## История
Статус и границы сельского поселения установлены Законом Еврейской автономной области от 26 ноября 2003 года № 227-ОЗ «О статусе и границе Биробиджанского муниципального района»

## Население
| 2010  | 2011  | 2012  | 2013  | 2014  | 2015  | 2016  |
| ----- | ----- | ----- | ----- | ----- | ----- | ----- |
| 1263  | ↘1259 | ↘1245 | ↗1257 | ↗1280 | ↘1254 | ↘1231 |
| 2017  | 2018  | 2019  | 2020  | 2021  | 2023  |       |
| ↘1206 | ↘1204 | ↗1212 | ↘1210 | ↗1251 | ↘1216 |       |

## Состав сельского поселения
| № | Населённый пункт | Тип населённого пункта       | Население |
| - | ---------------- | ---------------------------- | --------- |
| 1 | Дубовое          | село, административный центр | ↘1043     |
| 2 | Казанка          | село                         | ↘220      |